# Тимельовець рудокрилий

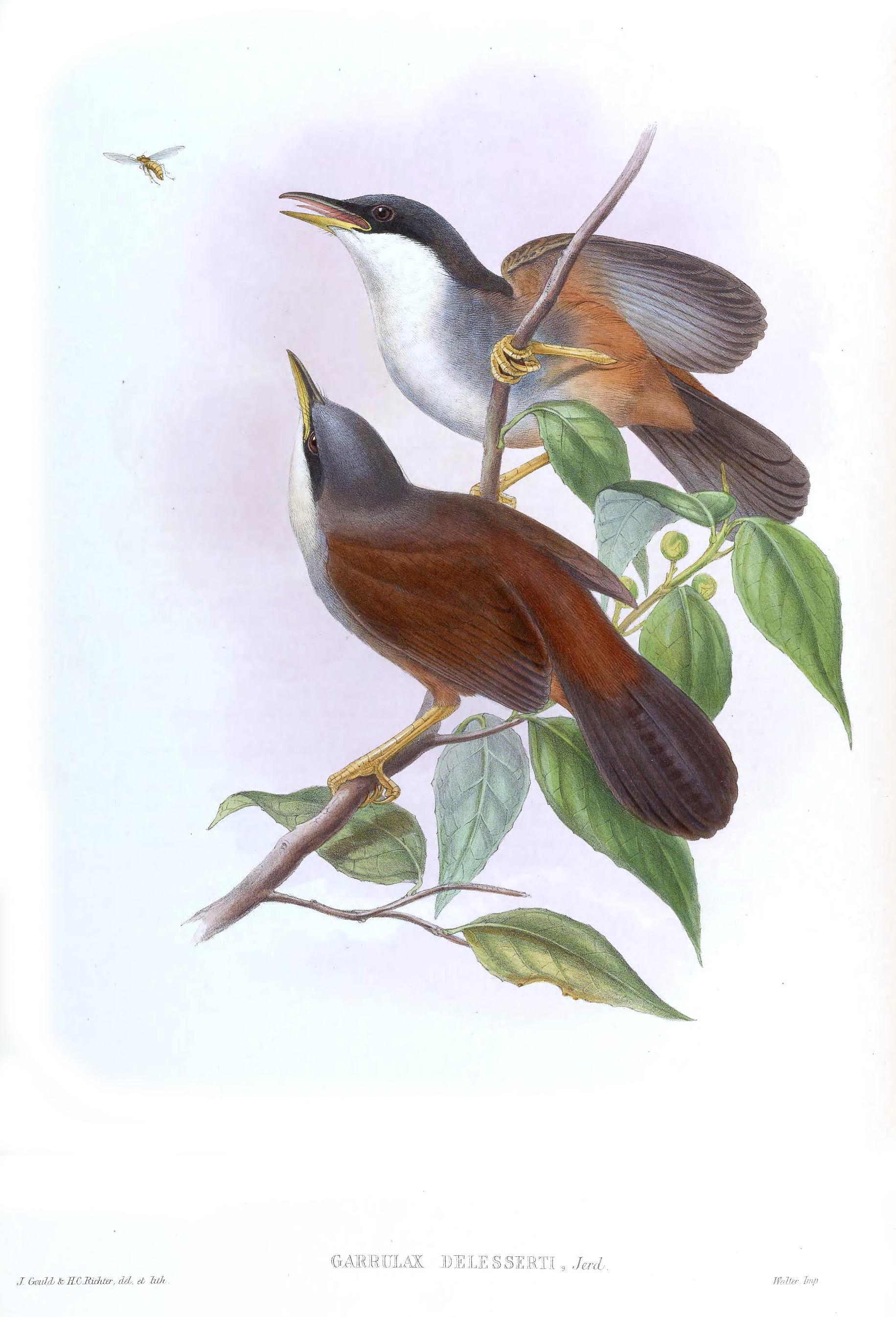
Рудокрилі тимельовці

Тимельове́ць рудокрилий (Pterorhinus delesserti) — вид горобцеподібних птахів родини Leiothrichidae. Ендемік Індії. Вид названий на честь французького натураліста Адольфа Делесера, який отримав голотип виду поблизу Котагірі (штат Тамілнад)

## Опис
Довжина птаха становить 23 см. Верхня частина тіла бурувато-сіра, обличчя чорне, горло біле. Груди сірі, нижня частина тіла рудувата.

## Поширення і екологія
Рудокрилі тимельовці поширені на заході Південної Індії (в Західних Гатах від Гоа до Керали та на заході Тамілнаду). Вони живуть у вологих рівнинних тропічних лісах і сухих чагарникових заростях. Зустрічаються на висоті від 155 до 1220 м над рівнем моря.

## Поведінка
Рудокрилі тимельовці зустрічаються в зграях від 6 до 15 птахів (іноді до 40 птахів). Живляться комахами, ягодами і насінням, їжу шукають на землі. Пік розмноження припадає на сезон дощів (з квітня по серпень в Карнатаці і з липня по вересень в Кералі), хоча загалом рудкрилі тимельовці можуть розмножуватись протягом всього року. Зніздо чашоподібне, накрите куполом, розміщується в чагарникових заростях. В кладці 3 круглих білих яйця. Можливо, рудокрилим тимельовцям притаманне колективне виховання.